# Mníchova Lehota
Mníchova Lehota je naseljeno mjesto u okrugu Trenčín u  Trenčínskom kraju u Slovačkoj.

## Stanovništvo
| Godina:     | 1994. | 2004.   | 2014.    | 2024.   |
| ----------- | ----- | ------- | -------- | ------- |
| Broj ljudi: | 1116  | 1115    | 1235     | 1217    |
| Razlika:    |       | −0,08 % | +10,76 % | −1,45 % |

| Godina:     | 2023. | 2024.   |
| ----------- | ----- | ------- |
| Broj ljudi: | 1225  | 1217    |
| Razlika:    |       | −0,65 % |

Prema podacima o broju stanovnika iz 2024. godine naselje je imalo 1217 stanovnika.

## Vanjske poveznice
|  | Zajednički poslužitelj ima još gradiva o temi Mníchova Lehota |

- Službena stranica naselja (sl.)